# Dubna, Rusia
Dubna este un oraș din Federația Rusă, situat la nord de Moscova. Orașul este port pe Volga și are o hidrocentrală. Populația este de 60.951 locuitori (2002). Este un centru de cercetări nucleare (înființat în 1956).